# Manuel da Cunha e Costa Marques Mano
Manuel da Cunha e Costa Marques Mano GCC (Aveiro, 22 de Setembro de 1894 - 1957) foi um administrador colonial português.

## Biografia
A 8 de Dezembro de 1939 foi agraciado com a Grã-Cruz da Ordem Militar de Cristo.
Exerceu o cargo de Governador-Geral da Colónia de Angola entre 1939 e 1941, tendo sido antecedido por José Diogo Ferreira Martins e sucedido por Abel de Abreu Sotto Mayor.